# Antti Vikström
Antti Vikström, född 15 januari 1993 i Oulainen, är en finländsk bågskytt. 

## Biografi
Båda Vikströms föräldrar är bågskyttar. Hans far, Pentti, tävlade vid olympiska sommarspelen 1988 i Seoul och hans mor Marjo tävlade vid VM 2005 i Madrid. Vikström började med bågskytte som sexåring i sin hemstad Oulainen.
Vikström tävlade för Finland vid OS 2021 i Tokyo. Han inledde med att sluta på 45:e plats av 64 deltagare med resultatet 649 i rankningsomgången i herrarnas individuella tävling. Vikström blev därefter utslagen i den första omgången av Khairul Anuar Mohamad från Malaysia.